# اوک وود، میسوری
اوک وود (به انگلیسی: Oakwood) یک روستا (ایالات متحده آمریکا) در ایالات متحده آمریکا است که در شهرستان کلی، میزوری واقع شده‌است.
 اوک وود ۰٫۵۱ کیلومتر مربع مساحت و ۱۸۵ نفر جمعیت دارد و ۳۰۴ متر بالاتر از سطح دریا واقع شده‌است.